# Eric III
Erik Lam (lam significa xai) fou rei de Dinamarca (1137 a 1146, com a Eric III morí a Odense. Net d'Eric I, i fill de la princesa Ragnhild i del seu marit Hakon Sunnivasson un dels més poderosos magnats de Ladés. Va succeir al seu oncle el rei Eric II el 1137. En ser preferit als fills d'Erik II, i als altres prínceps, cosins seus per a succeir-lo, va haver de lluitar contra.
Va ser un rei feble i sense gens d'autoritat, que va haver de deixar, al seu cosí Olaf II (fill de Harald Kesja), el govern d'Escània. Finalment va abdicar i es va retirar a un monestir d'Odense on va morir el 27 d'agost de 1146.
Es va casar en 1144 amb Lutgarda, filla de Rodolf I de Stade. No va tenir més descendents que un fill il·legítim, Magnus, que fou pretendent al tron cap al 1170.